# Amphelictogon magnus
Amphelictogon magnus är en mångfotingart som först beskrevs av Charles Harvey Bollman 1888.  Amphelictogon magnus ingår i släktet Amphelictogon och familjen Chelodesmidae. Inga underarter finns listade i Catalogue of Life.